# إسروم نياندورو
إسروم نياندورو (بالإنجليزية: Esrom Nyandoro)‏ ، من مواليد 6 فبراير 1980 في بولاوايو في زيمبابوي، لاعب كرة قدم من زيمبابوي. وهو يلعب مع منتخب زيمبابوي لكرة القدم كلاعب وسط.

## روابط خارجية
- إسروم نياندورو على موقع الاتحاد الدولي (مؤرشف)  (الإنجليزية)
- إسروم نياندورو على موقع قاعدة بيانات كرة القدم.إي يو (الإنجليزية)
- إسروم نياندورو على موقع ناشيونال فوتبول تيمز (الإنجليزية)
- إسروم نياندورو على موقع كووورة